# Sergej Tarasov
Sergej Tarasov (russisk: Серге́й Серге́евич Тара́сов) (født 11. december 1933 i Novosibirsk i Sovjetunionen) er en sovjetisk filminstruktør og manuskriptforfatter.

## Filmografi
- Strely Robin Guda (Стрелы Робин Гуда, 1975)[1][2]
- Ballada o doblestnom rytsare Ajvengo (Баллада о доблестном рыцаре Айвенго, 1983)
- Prikljutjenija Kventina Dorvarda, strelka korolevskoj gvardii (Приключения Квентина Дорварда, стрелка королевской гвардии, 1988)